# 氷室 (京都市北区西賀茂)
氷室（ひむろ）は、 京都市北区西賀茂地区の西域山間部に位置する地名であり、また同地内でかつて氷を製造、貯蔵した場所をも示す。

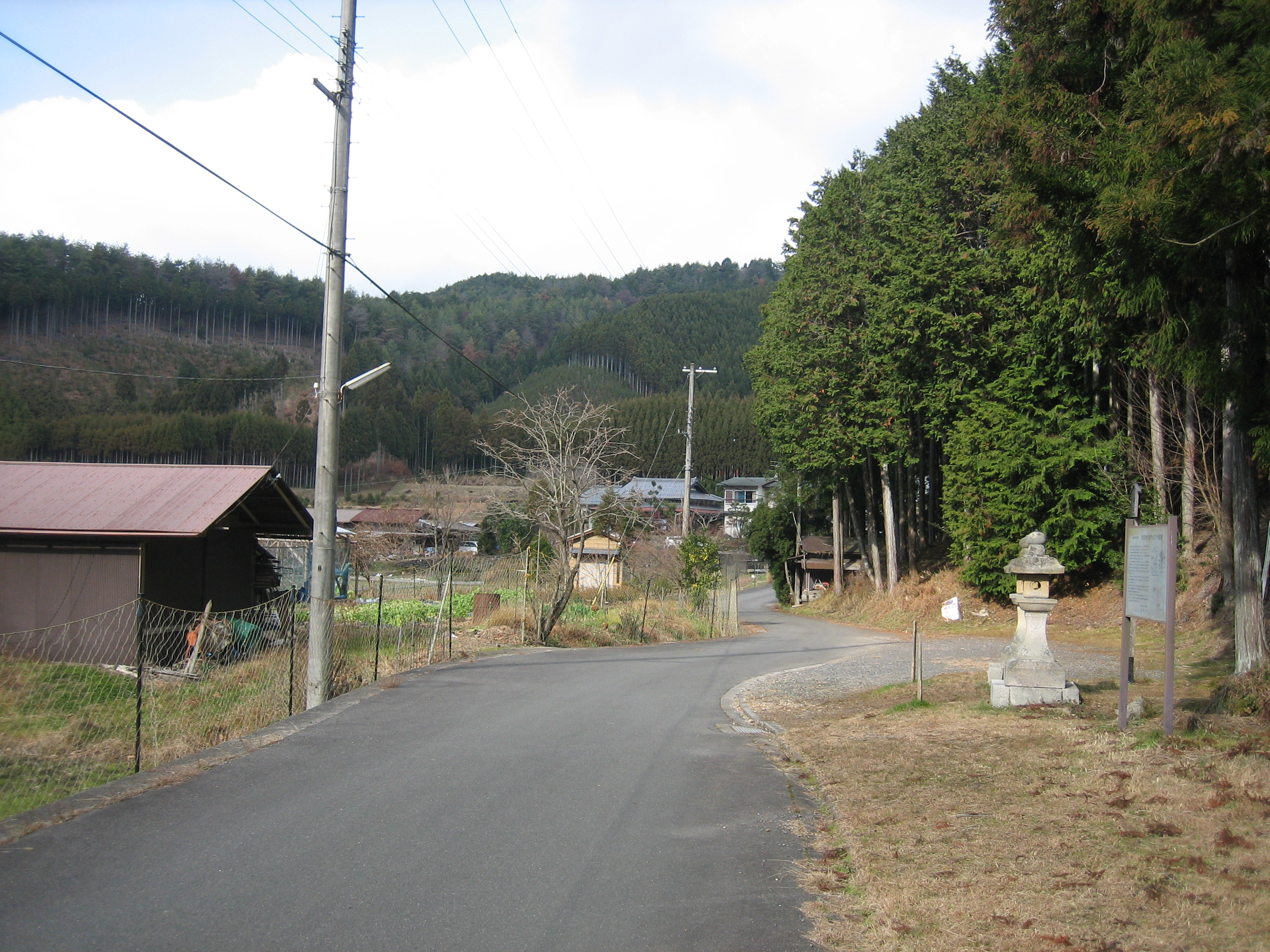
氷室地区の風景

## 概要
四方を山に囲まれた山間盆地であり、標高は約380m。氷室川が東西に横断している。京見峠の北方に位置する三叉路「氷室別れ」（ひむろわかれ）にて京都府道31号西陣杉坂線と分岐し、城山を経て当地に至る。地名の起こりは、当地より禁中へ氷を調達するための氷室が設けられたことによる。なお、この氷室跡は、氷室神社境内を含めて1994年（平成6年）に京都市登録文化財（史跡）として登録された。

## 歴史

### 氷室の設置

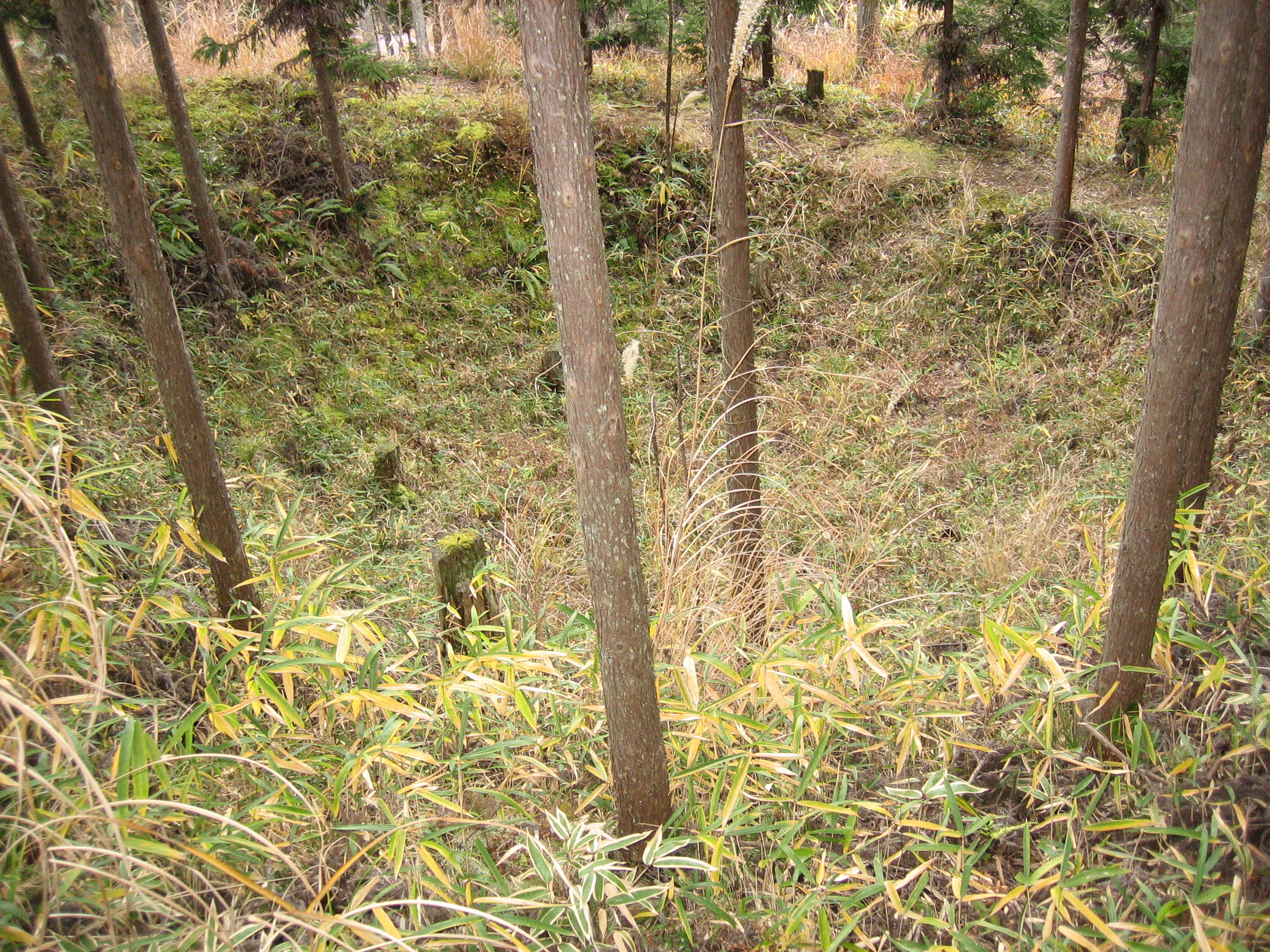
残存する栗栖野氷室跡の一つ

藤原京の時期には大和国の都介（つげ）氷室が開発され、禁裏へ氷が運ばれていたという。平城京への遷都後もなお、都介氷室から運ばれ続けた。しかし、平安京からはあまりにも遠く離れている。『日本紀略』天長8年条によると
とあり、平安京への遷都に際して、当地を含め近隣の複数個所に氷室を新設し、そこから氷を運ばせたという。当地の氷室は、『延喜式』に記載された栗栖野氷室（くるすのひむろ、西賀茂氷室町）および土坂氷室（長坂の表記誤りとされる、西賀茂西氷室町）にあたる。
禁裏の生活に不可欠な氷を作り出す氷室は、主水司により管理された。特に平安時代末期に清原頼業が主水正に任じられてからは、明経道清原氏がその地位と栗栖野･土坂（長坂）両氷室に関する所領を代々世襲し、保護に努めてきた。

### 近世･近代
江戸時代の氷室集落の様子が、1787年（天明7年）に刊行された『都名所図会拾遺』（第2図）に描かれている。氷室神社境内の建物の配置や、山間の景観は現在とほぼ同じである。
1889年（明治22年）に愛宕郡大宮村西賀茂の小字となる。1931年（昭和6年）に京都市上京区に編入され、1955年（昭和30年）に分区・新設の北区に含められた。
1925年（大正14年）に大宮尋常小学校氷室分校が開設した。1950年（昭和25年）には住民たちが自ら保有する山の木を切り出して費用を捻出し、鷹峯まで届いていた電線を延長して電気を開通させた。その後1966年（昭和41年）には氷室分校が二教室となったものの、1973年（昭和48年）には在籍生徒が1名となり、京都市立大宮小学校本校への移籍が決定。当面スクールバスが運行されたものの、1981年（昭和56年）には氷室分校が解体された。跡地の一角に、記念の石碑のみが残っている。
当地を構成する西賀茂氷室町および西氷室町の両町合計人口は1935年（昭和35年）で78名であった。その後、1980年（昭和55年）で37名、2011年（平成23年）で24名と、年を経るごとに過疎化が進行している。

## 栗栖野氷室
| 西賀茂群氷室状大型穴一覧表 | 西賀茂群氷室状大型穴一覧表 | 西賀茂群氷室状大型穴一覧表 | 西賀茂群氷室状大型穴一覧表 |
|                            | 上部径                     | 底部径                     | 深さ                       |
| -------------------------- | -------------------------- | -------------------------- | -------------------------- |
| 1                          | 6.8×6.0m                   | 3.5×2.8m                   | 2.6m                       |
| 2                          | 6.5×6.0m                   | 3.0m                       | 2.2m                       |
| 3                          | 7.5×6.5m                   | 3.0m                       | 2.0m                       |

三か所の窪地、その周辺に製氷に利用された五か所の氷池、そしてそれらの守護を目的に設置された氷室神社が残存している。
五か所の氷池に氷が張ると、さらに水をかけて厚い氷を作り、それを切り出して貯蔵した。雪を踏み固めて作ったとの言い伝えも残る。『日本書紀』仁徳62年条にみえる記載や、これまでの発掘調査などから、直径5-8m、深さ2-3mのやや楕円形の窪地の底に杉の木の枝葉を敷き詰め、板を張って氷を載せ、木の枝葉や葦、萱で覆って貯蔵したものとされる。
旧暦6月15日に当地から禁中まで、行列を仕立てて献上されるのが習わしで、平安時代から東京奠都に至るまで続いていたと伝えられる。氷を葦、萱で覆って馬で運んだ、あるいは天秤棒に杉の葉で包んだ氷を担いで運んだという。
しかし一方で、氷室の名称が列挙された1101年（康和3年）および1266年（文永3年）の『主水司注進状』に、栗栖野氷室の名前が見当たらず、1684年（貞享元年）『雍州府志』、『都名所図会拾遺』の資料などからも、栗栖野氷室が12世紀に一旦は途絶え、その後再開したとする説もある。
明治時代に入り、実業家山田啓助が京都市で製氷業を営んだ初期には、この氷池で作った氷を用いていたと伝えられる。

## 土坂（長坂）氷室
現在、氷池や室跡は存在しない。氷室別れから杉坂方面へ500mほど進んだあたりに推定されており、氷室別れ周辺の道沿いにある池がかつての氷池と伝えられている。1266年（文永3年）の『主水司注進状』には長坂氷室の名が記されている。

## 氷室神社

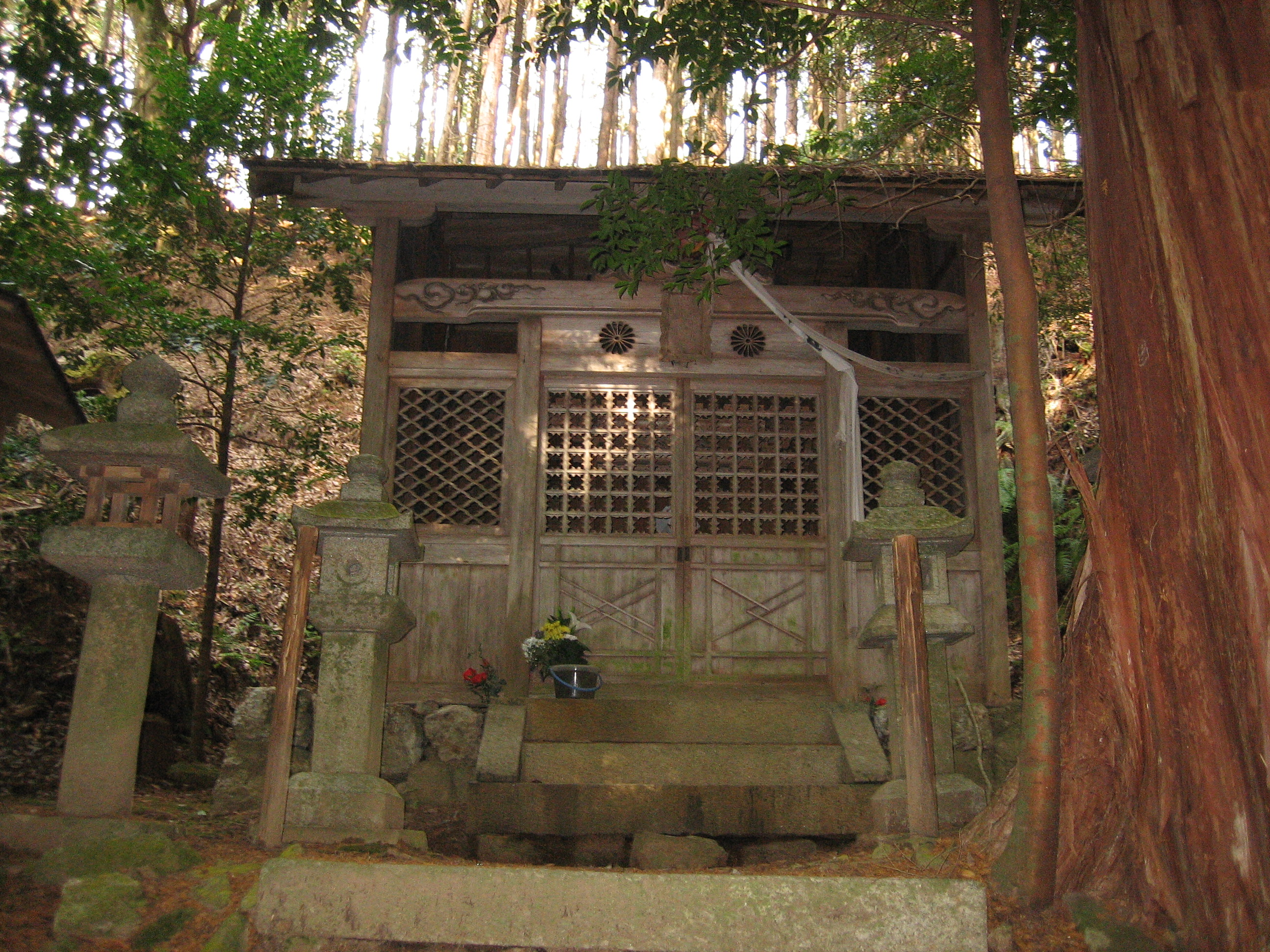
本殿

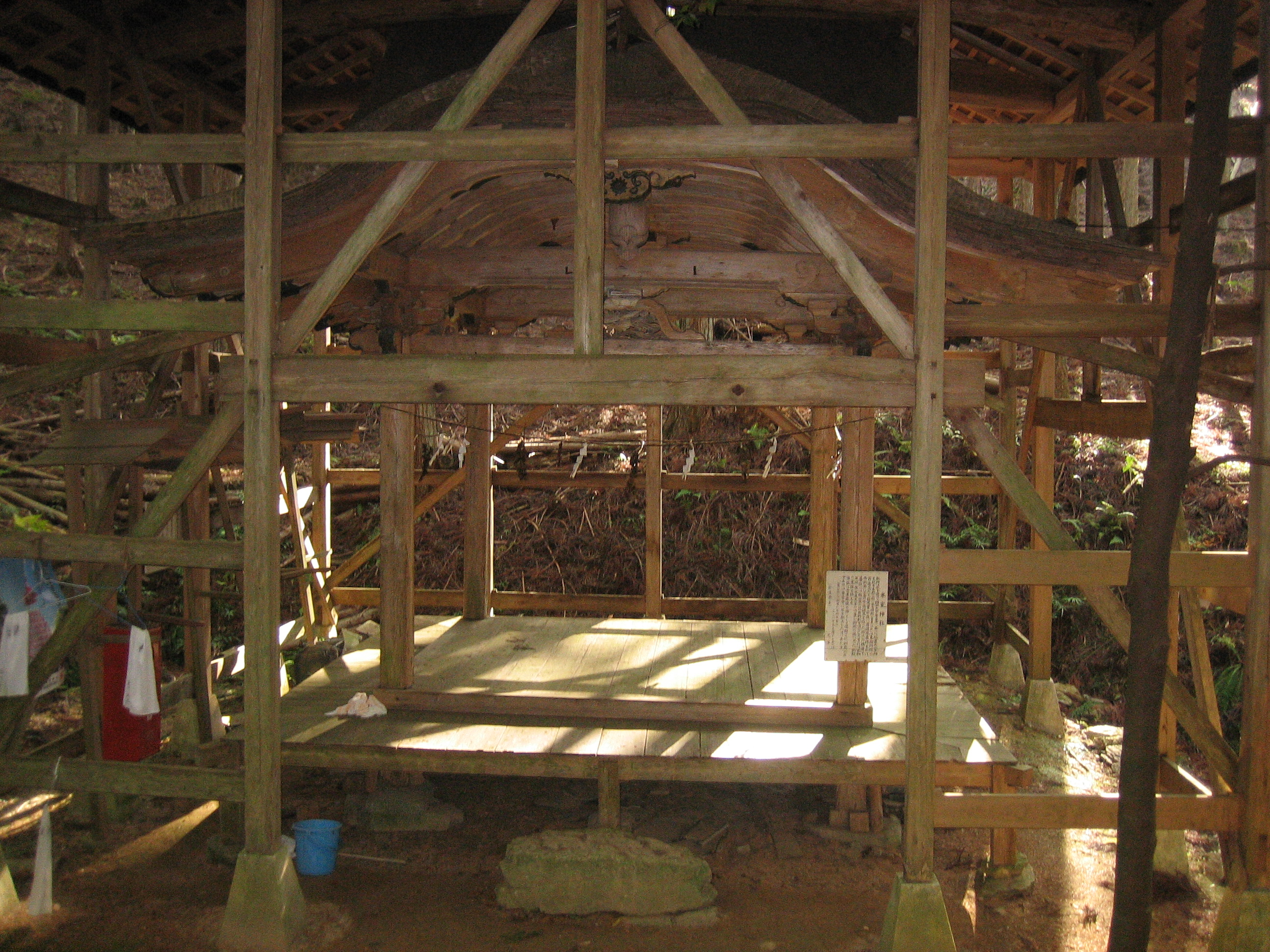
拝殿

神社境内は、上述の通り氷室跡を含めて1983年（昭和58年）に京都市登録史跡として登録されている。
創建年代や沿革は不明。奈良市春日野町の氷室神社と同じく、仁徳天皇の時代に氷を作って額田大中彦皇子（ぬかたのおおなかつひこのみこ）に献上したと伝えられる稲置大山主（いなぎおおやまぬし）神を祀る。当地の産土神であり、痘瘡（とうそう）の神としても知られる。禁裏の蔵氷にかかわった、主水司清原頼業につながる清原氏が勧請（かんじょう）したという伝承が残る。
拝殿は1636年（寛永13年）、後水尾天皇の内裏小御所の庭にあった釣殿（つりどの）を移築したものである。この拝殿は方一間の茅葺きで、正面に唐破風を、両側面には三角の千鳥破風をかけている。彫刻は極彩色仕上げだが、剥落が激しい。覆屋で覆われ保護されているものの、屋根周りの破損が目立つ。
境内に、石柱、石灯篭、石仏が安置されている。銘文により、最古のものは1634年（寛永11年）と刻まれている。
藤原定家の家集『拾遺愚草』に掲載された歌が、拝殿前に紹介されている。

### 祭礼
- 歳旦祭（1月1日）

本社･伊勢社･稲荷社の三宮前に松を二本立て、竹を横に渡して鳥居のような形を作り、別の竹に鯛と鰯を向かい合うように刺し、串柿と橙を飾る。
- 例祭（6月15日）

上述の通り、旧暦6月15日は禁中に氷が献上された日に当たる。氏子8軒の持ち回りで行われ、鏡餅、トビウオ、干し椎茸を備えて神事を行い、その後当家（とうや、その年に当番を務める家）で仕上げをする。神事は  西賀茂大将軍神社の宮司が執り行う。
- お火焚（11月30日）

薪を井桁に2つ組む。かつては、東西のどちらが長く燃えているかで、翌年の米の作柄を占ったとされる。また、当地の子供たちには、柿とおこしが渡された。

## 名所･旧跡

### 御殿（おとの）の墓
栗栖野氷室跡のある丘陵と谷を隔てた、西側の丘陵中腹に斜面を削って平面を造成した地に、清原氏と傍流の伏原（ふせはら）家の代々の墓石が約30基残存している。墓石には、本家筋にあたる清原姓を刻んだものが多い。1705年（宝永2年）の墓石が最も古く、1876年（明治9年）に明治天皇の侍読として奉仕した伏原宣諭のものまでが残る。これらの墓は地元民により守られている。

### 城山と堂ノ庭城跡
城山は氷室別れの北北東約500メートルにあり、氷室神社を結ぶ狭隘道路の中間に位置する標高479.8mの山である。山頂付近は20-30m四方に平坦になっており、国土地理院の三等三角点の標石が設けられている。この直下に曲輪が配置され、高さ2-3mの段差のある石垣や土塁が所々に良好な状態で残る。ここに横堀や虎口を備えた堂ノ庭城（どうのにわじょう）と呼ばれる砦が設けられた。築城には諸説残り、1553年（天文22年）、船岡山城にいた足利義輝が三好長慶と交えた戦中に形勢を立て直すべく入城した、あるいは明智光秀の居城であった丹波国周山城に通じる道を見張る場所としては最適で、光秀がそのための砦を設けた、などが有力である。

### 鑓磨岩城跡
「氷室別れ」から北西の杉阪方面に向かう京都府道31号西陣杉坂線の右手山中にあるとされる。小規模な山城で、築城の経緯などは分かっていない。頂上に主郭が設けられ、周囲に複数の小規模な曲輪が配置された。

## 伝統行事
1月9日、山主が土器に洗い米を入れ、酒、塩、灯明、スルメを持って、山主自身が選んだ一番立派な木または岩を山の神に見立てて備え、一年間の山仕事の無事を祈る。この日の山仕事は禁忌とされる。